# ماکسیموس افسوسی
ماکسیموس افسوسی (زبان یونانی: Μάξιμος ὁ Ἐφέσιος؛ ۳۱۰–۳۷۲ پس از میلاد) فیلسوف نوافلاطونی اهل روم باستان بود. گفته می‌شود از خانواده‌ای ثروتمند بود و تأثیر زیادی بر امپراتور ژولیان داشته است که آموزشش از سوی آدزیوس به او پیش‌نهاد شد. ماکسیموس عشق امپراتور به جادو و کرامات را ستود و مقام بالایی در دربار به‌دست‌آورد، اما رفتار تندش موجب دشمنی اطرافیان امپراتور شد. پس از مرگ ژولیان مدتی را در زندان گذراند و در نهایت توسط والنس اعدام شد.

## زندگی
مفصل‌ترین منبع برای زندگی ماکسیموس در زندگی سوفیست‌ها اثر یوناپیوس یافت می‌شود، اما آمیانوس مارسلینوس، امپراتور ژولیان و لیبانیوس نیز به او اشاره کرده‌اند. نویسندگان مسیحی نیز دربارهٔ او بحث می‌کنند، البته با عبارات بسیار منفی.
ماکسیموس در اوایل قرن ۴ میلادی متولد شد. آمیانوس مارسلینوس افسوس را زادگاه ماکسیموس می‌نامد، که مورد تردید برخی از محققان است، اما مسلم است که متعلق به غرب آسیای صغیر بوده است. پدر و مادرش ثروتمند بودند. ماکسیموس برادری به نام کلودیانوس داشت که او نیز فیلسوف شد. برادر دیگرش نیمفیدیاس نزد امپراتور ژولیان به‌عنوان منشی مکاتبات یونانی (Magister epistolarum graecarum) خدمت کرد. آمونیوس هرمیاس گزارش می‌دهد که ماکسیموس شاگرد نوافلاطونی «هیریوس» بوده است.
ماکسیموس از حدود ۳۳۵ تا ۳۵۰ میلادی به‌عنوان شاگرد آدزیوس در پرگامون به سر برد. زمانی که ماکسیموس در آن‌جا بود، در کنار کریسانتیوس، اوسبیوس و پریسکوس تحصیل کرد. بسیاری از نوافلاطونیان تئورگی (تلاش برای ارتباط با خدا با اعمال آیینی خاص) را انجام می‌دادند، و شاهدی وجود دارد که بر اساس آن ماکسیموس طلسم عشقی را که توسط یکی از نزدیکانش بر سوسیپاترا فیلسوف ساخته شده بود را شکست.
در حدود سال ۳۵۰، ماکسیموس پرگامون را ترک کرد تا در افسوس به‌عنوان معلم فلسفه کار کند. ظاهراً مسیحیان نیز در آموزش او شرکت داشتند: گفته می‌شود که یک مسیحی به‌نام سیسینیوس که بعدتر اسقف نواتیانیست در قسطنطنیه شد، نزد ماکسیموس درس خوانده است. در سال ۳۵۱ امپراتور ژولیان به پرگامون رفت، و اوزبیوس به او هشدار داد که خود را با هنرهای جادویی که ماکسیموس انجام می‌دهد درگیر نکند. اما این هنرها ژولیان را که بین ماه مه ۳۵۱ و آوریل ۳۵۲ با ماکسیموس در افسس تمرین می‌کرد، اغوا کرد.
ژولیان در سال ۳۵۵ به عنوان سزار منصوب شد و همچنان با ماکسیموس در تماس بود. در سال ۳۶۱ به عنوان آگوستوس، جولیان پریسکوس و ماکسیموس را به قسطنطنیه آورد. ماکسیموس دعوت امپراتور را پذیرفت و گفته می‌شود که توضیح داده است که می‌توان به زور به لطف خدایان دست یافت. هر دو نوافلاطونی از همراهان نزدیک امپراتور بودند و از آن‌ها به‌عنوان مشاور دینی-فلسفی و شریک بحث استفاده می‌کردند. یوناپیوس بیان می‌کند که ماکسیموس و پریسکوس هیچ اقتدار سیاسی نداشتند، اما همچنین می‌نویسد که ماکسیموس به‌طرز متکبرانه‌ای غیرقابل دسترس بودند و از موقعیت تأثیرگذار خود برای اندوختن ثروت استفاده کردند. ماکسیموس در تابستان ۳۶۲ ژولیان را تا انطاکیه همراهی کرد و در لشکرکشی سال بعد به ایران در میان همراهان امپراتور بود. قبل از این‌که ژولیان در ۲۶ ژوئن ۳۶۳ در اثر یک جراحت جنگی بمیرد، آخرین گفتگوی فلسفی را با ماکسیموس و پریسکوس انجام داد.
ماکسیموس در زمان امپراتور ژوویان نیز همچنان از لطف امپراتور برخوردار بود، اما پس از مرگ ژوویان، دشمنانش به‌دنبال او آمدند. در بهار ۳۶۴ متهم به بیمار کردن امپراتورهای جدید والنتینین یکم و والنس شد. این اتهام قابل تأیید نبود و منتفی شد، اما مخالفان او تسلیم نشدند. در ۳۶۵/۳۶۶ باز هم دستگیر و متهم به ثروت‌اندوزی نامشروع شد. جریمه سنگینی وضع شد و او را به آسیا فرستادند (احتمالاً به میهن خود) تا راهی برای پرداخت جریمه پیدا کند. او که نتوانسته بود پول کافی به‌دست‌آورد، شکنجه شد. یوناپیوس گزارش داده است که ماکسیموس می‌خواست خود را بکشد، زیرا دیگر نمی‌توانست درد را تحمل کند و همسرش مقداری سم تهیه کرد. ابتدا همسرش زهر را نوشید، اما ماکسیموس بعد از او زهر را ننوشید.
بعدتر ماکسیموس به‌دستور کلارخوس، معاون کنسول آسیا، که از طرفداران دین قدیمی بود، آزاد شد. بخش بزرگی از اموال مصادره شده به او بازگردانده شد و تدریس را از سر گرفت و حتی جرأت بازگشت به قسطنطنیه را به‌دست‌آورد.
در حدود سال ۳۷۰ به امپراتور والنس اطلاع داده شد که گروهی از افراد با یک وخشور مشورت کرده‌اند تا بدانند امپراتور بعدی چه کسی خواهد بود و به آن‌ها گفته شد که والنس «به مرگ عجیبی خواهد مرد» و مردی که نامش با تئود شروع می‌شود جانشین او خواهد شد. والنس با قتل‌عام افراد با نام تئود و آزار و اذیت عمومی فیلسوفان مشرک به این پیش‌گویی واکنش نشان داد. یوناپیوس نشان می‌دهد که ماکسیموس، که به دروغ در طرح وخشور نقش داشت، توسط فستوس، معاون جدید آسیا، در سال ۳۷۲ اعدام شد.

## فعالیت‌ها
در سودا آمده است که ماکسیموس نویسنده کتاب در باب ابتکارات (Perì katarchôn) است، که یک متن در باب نجوم است و باقی مانده است. او همچنین تعدادی از آثار از جمله در باب تضادهای غیرقابل حل، در باب پیش‌بینی‌ها، در باب اعداد، و شرحی بر ارسطو نوشته است. دو تفسیر گم‌شده از منابع دیگر شهادت داده شده است: یکی در مقولات، که بخشی از آن باقی مانده است، و دیگری در تجزیه و تحلیل پیشین، که تمیستیوس به آن پاسخ داد. گزارش شده است که ماکسیموس با اوسبیوس، یامبلیخوس و پورفیری در بیان کمال شکل‌های دوم و سوم قیاس موافق بوده است.